# Eutrichota sylvia
Eutrichota sylvia este o specie de muște din genul Eutrichota, familia Anthomyiidae. A fost descrisă pentru prima dată de Seguy în anul 1926. Conform Catalogue of Life specia Eutrichota sylvia nu are subspecii cunoscute.